# مارسيل جيلارد (لاعب كرة قدم)
مارسيل جيلارد (15 يناير 1927 بشارلوروا في بلجيكا - 1 يناير 1976) هو لاعب كرة قدم بلجيكي في مركز جناح ‏. لعب مع أولمبيك تشارلروا وتونبريدج أنغلز وكريستال بالاس ونادي بورتسموث ويوفل تاون ونادي ويموث.